# Метафизика
Метафи́зика (ср.-греч. μεταφυσικά, от др.-греч. τὰ μετὰ τὰ φυσικά — «то, что после физики»), или «πρώτη φιλοσοφία» — «Первая философия» — раздел философии, занимающийся исследованиями первоначальной природы реальности, мира и бытия, посредством, по Канту, чистого разума.

## Этимология
Первоначально слово «Метафизика» использовалось как обозначение сборника 14 книг Аристотеля с рассуждениями о первопричинах («первых родах сущего»), оставшихся после него в необработанном виде, в издании философских работ, подготовленном Андроником Родосским, расположенных после (μετά τά) аристотелевой «Физики» (греч. φυσικά) — таким образом они получили своё название. Николай Дамасский, перипатетик I в. н. э., цитирует их под этим названием. Понятое в переносном смысле, как обозначающее само содержание «первой философии» («первофилософии») по Аристотелю, название метафизика указывает на изучение того, что лежит за пределами физических явлений, в основании их. Этот смысл термина и остался в общем сознании.
Впервые этот термин был употреблён неоплатоником Симплицием в V веке, а в Средние века получил широкое распространение, став синонимом философии, рассматриваемой как учение о началах всего сущего, считавшихся неизменными, духовными и недоступными чувственному опыту.
Этимологическое значение метафизики в ходе истории значительно менялось. В связи с этим можно различать:
1. Античную (древнюю) метафизику
2. Классическую (эпоха Нового времени) метафизику
3. Современную метафизику

Термин, просуществовав более 2,5 тысяч лет, оброс многими значениями и невозможно принять какое-то одно из них в качестве основного, и, опираясь на него, описать «предмет метафизики». Разумнее указать на вопросы, всегда выражавшие содержание метафизики.

## Метафизические вопросы
1. Что есть причина причин? Каковы истоки истоков? Каковы начала начал?
2. Что есть «непосредственное», «наличное»? Где — буквально или понятийно-топологически — эти начала располагаются? Отчего они не усматриваются «просто», что мешает и мешает ли им что-то быть видимыми «непосредственно», без дополнительных «операций»?
3. Каковы требования к «операциям», исполнение которых могло бы гарантировать получение достоверных ответов на эти вопросы? Кто или что вообще ставит эти вопросы (почему эти вопросы вообще существуют?)

В «Пролегоменах ко всякой будущей метафизике, могущей возникнуть как наука» Кант определяет цель метафизики так: 

 Нельзя указать ни на одну книгу, как показывают, например, на «Начала» Евклида, и сказать: вот метафизика, здесь вы найдете важнейшую цель этой науки — познание высшей сущности и загробной жизни, доказанное из принципов чистого разума. 

## Примеры определений и описаний метафизики
Иммануил Кант, предисловие к первому изданию «Критики чистого разума»

На долю человеческого разума в одном из видов его познания выпала странная судьба: его осаждают вопросы, от которых он не может уклониться, так как они навязаны ему его собственной природой; но в то же время он не может ответить на них, так как они превосходят все его возможности.
В такое затруднение разум попадает не по своей вине. Он начинает с основоположений, применение которых в опыте неизбежно и в то же время в достаточной мере подтверждается опытом. Опираясь на них, он поднимается (в соответствии со своей природой) всё выше, к условиям всё более отдалённым. Но так как он замечает, что на этом этапе его дело должно всегда оставаться незавершённым, потому что вопросы никогда не прекращаются, то он вынужден прибегнуть к основоположениям, которые выходят за пределы всякого возможного опыта и тем не менее кажутся столь несомненными, что даже обыденный человеческий разум соглашается с ними. Однако вследствие этого разум погружается во мрак и впадает в противоречия, которые, правда, могут привести его к заключению, что где-то в основе лежат скрытые ошибки, но обнаружить их он не в состоянии, так как основоположения, которыми он пользуется, выходят за пределы всякого опыта и в силу этого не признают уже критериев опыта. Поле битвы этих бесконечных споров называется метафизикой.

Георг Гегель, введение к «Науке логики» (о невозможности давать внеположное определение логике и об исторической замене метафизики — «логикой»)

Ни в какой другой науке не чувствуется столь сильно потребность начинать с самого смысла дела, без предварительных размышлений, как в науке логики. В каждой другой науке рассматриваемый ею предмет и научный метод различаются между собой; равным образом и содержание этих наук не начинает абсолютно с самого начала, а зависит от других понятий и связано с окружающим его иным материалом […].

Логика же, напротив, не может брать в качестве предпосылки ни одной из этих форм рефлексии или правил и законов мышления, ибо сами они составляют часть её содержания и сначала должны получить своё собственное обоснование внутри неё. […] Она поэтому не может заранее сказать, что она такое, только всё её изложение порождает это знание о ней самой как её итог (Letztes) и завершение.
[…] Объективная логика, таким образом, занимает скорее место прежней метафизики, каковая была высившимся над миром научным зданием, которое должно было быть воздвигнуто только мыслями. — Если примем во внимание последнюю форму (Gestalt) развития этой науки, то мы должны сказать, во-первых, что объективная логика занимает место онтологии — той части указанной метафизики, которая должна была исследовать природу ens [сущего] вообще […]. — Но тогда объективная логика постольку охватывает и остальные части метафизики, поскольку метафизика стремилась постигнуть чистыми формами мысли особенные субстраты, заимствованные ею первоначально из [области] представления, — душу, мир, Бога […]. Логика рассматривает эти формы свободно от указанных субстратов, субъектов представления, рассматривает их природу и ценность в себе и для себя самих.

Фридрих Ницше, «Воля к власти. Опыт переоценки всех ценностей» (следует иметь в виду, что эта работа подготавливалась к печати не самим Ницше, но уже привычно рассматривается в корпусе его классических текстов)

Если принять те два положения, что путём становления ничего не достигается и что под всем становлением нет такого великого единства, в котором индивид мог бы окончательно потонуть, как в стихии высшей ценности, то единственным исходом остаётся возможность осудить весь этот мир становления как марево и измыслить в качестве истинного мира новый мир, потусторонний нашему. Но как только человек распознаёт, что этот новый мир создан им только из психологических потребностей и что он на это не имел решительно никакого права, возникает последняя форма нигилизма, заключающая в себе неверие в метафизический мир, запрещающая себе веру в истинный мир. С этой точки зрения реальность становления признаётся единственной реальностью и воспрещаются всякого рода окольные пути к скрытым мирам и ложным божествам, но, с другой стороны, этот мир, отрицать который уже более не хотят, становится невыносимым…
— Что же в сущности произошло? Сознание отсутствия всякой ценности было достигнуто, когда стало ясным, что ни понятием «цели», ни понятием «единства», ни понятием «истины» не может быть истолкован общий характер бытия. Ничего этим не достигается и не приобретается; недостаёт всеобъемлющего единства во множестве совершающегося: характер бытия не «истинен», — а ложен… в конце концов нет более основания убеждать себя в бытии истинного мира… Коротко говоря: категории «цели», «единства», «бытия», посредством которых мы сообщили миру ценность, снова изъемлются нами — и мир кажется обесцененным…

## История метафизики
Метафизика сохраняет статус одного из центральных значений (понятий, категорий, способов мышления) философии на всём протяжении истории со времён Античности до наших дней. Для многих философов она является синонимом философии в целом.
В отношении Аристотелевской философии можно связывать метафизику с бытием Ума (аристотелевский Нус). В отношении Платоновской философии можно сказать, например, что метафизика «связана» с миром идей (Платоновскими эйдосами).
Непрерывность связи понятий между античностью и современностью ощутима в сегодняшнем обиходном словоупотреблении «метафизического» как синонима «идеального», «сверхчувственного», лежащего за пределами явленного.
Несмотря на то, что это родство понятия в обиходном словоупотреблении оправдано, но оно же и обманчиво. Так, например, «идеальное» античности — это вовсе не то «идеальное», которое присутствует у Карла Маркса или у платоников XX века.
Общим в таком словоупотреблении подразумевается то, что не «видится глазом», не усматривается непосредственно и «просто»; то, что требует каких-то особых операций (магических или метафорических — восхождения, нисхождения, возвращения, интеллектуальных — абстрагирования, редукции, и так далее) для достижения истока (начал, причин).
Содержание понятия «метафизика» и отношения к ней менялось неоднократно:
- Аристотель во всей своей «Метафизике» ни разу не употребляет слово «метафизика» (если не считать названия книги, не им самим данного), а в самом тексте непосредственно обсуждает, описывает и анализирует проблемы «начал». Естественно, что Аристотель так поступает не только потому, что таков был круг его собеседников, которым не нужно было давать определений, но потому, что характер объяснений у Аристотеля принципиально отличается от того, к чему «привыкло» Новое время.
- Фома Аквинский и другие средневековые европейские философы обращаются с метафизикой, как с чем-то законченным, созревшим, имеющим фиксированное, раз и навсегда заданное значение (заданное Аристотелем, в частности), и нуждающимся только в должном разъяснении, аргументации и последовательном применении.
- Декарт применяет принцип эпохе в отношении всех фундаментальных (и поэтому — метафизических) утверждений, исключая из рассмотрения любые основания, которые могут быть подвергнуты сомнению. Декарт приходит, таким образом, к единственному бесспорному утверждению — «я сомневаюсь, значит мыслю, следовательно существую» (невозможно подвергнуть сомнению сам факт сомнения).
- С конца XVIII века, с эпохи Просвещения, метафизика начинает систематически рассматриваться не только как осмысленная совокупность высказываний о мире, бытии и сущем, которые могут быть истинны или ложны (как было у Аристотеля), но как особый способ понимания вообще — способ, который ориентируется в том числе на уже существующие высказывания и понимания. То есть уже существующие «до» XVIII века высказывания и понимания «вошли» в наличный мир, оказались под тем же знаком вопроса, что и существование «простого стула».
- Иммануил Кант критикует утверждения об «опытном» происхождении знания. Кант различал априорное, доопытное и апостериорное, послеопытное знание. Априорными формами восприятия (ибо ведь даже в чистом восприятии мы получаем знание) он называл пространство и время, априорными объявлял также категории рассудка и схематизм их функционирования.
- Гегель в XIX веке вынужден специально обсуждать само понятие «начало». Он начинает свою книгу «Науки логики» с заявления о том, что никаких определений начала перед самим началом логики (объективной метафизики) быть не может, и ситуация с «началами» обстоит не так, как в началах, скажем, математики.

### Метафизика во второй половине XIX века
Идеи, высказанные Кантом, развивали многочисленные позитивисты. В отличие от Канта, они полагали, что в своей философии вообще не оставляют места метафизическому, трансцендентному, но только «опыт», факт.
Критики позитивистов (в частности, материалисты) указывали на то, что ни один позитивист не способен обойтись без обобщающих категорий и понятий, которым нет никакого соответствия в наличном мире фактов. Поздняя критика с позиций марксизма позитивистов конца XIX века (В. И. Ленин «Материализм и эмпириокритицизм») связывала философскую деятельность позитивистов с наследием И. Канта, с кантианской «вещью в себе». В контексте марксистских работ слово «метафизика» употреблялось как синоним обмана, лжи и реакционной идеологии классов-эксплуататоров.
В целом, ни позитивисты, ни материалисты не оставили работ, вошедших в общепризнанную классику метафизики. Так случилось потому, что они полагали, будто в их ориентации на факты, науку, покорение «природы» и «социальных сил» метафизика отсутствует.
Во второй половине XIX века Фридрих Ницше посвятил всю свою жизнь и философскую работу борьбе с метафизикой (Философия жизни). Вся «старая» метафизика укрывает от мысли фундаментальное потрясение, исчезновение начал, ликвидацию основ, господство чистого становления, торжество Ничто («Бог умер»).
Драматический и знаменательный смысл борьбы Ницше можно обозначить как творческое, трагическое придание ценности миру на фоне признания всепроникающего и неустранимого нигилизма. Нигилизм невозможно «критиковать», поскольку не наблюдается ни одной позиции, которая была бы внеположна самому нигилизму. Само историческое возникновение критической философской позиции в античности (Сократ) расценивалось Фридрихом Ницше как метафизическое падение.

### Метафизика в XX—XXI веках (Новейшее время)
В XX веке декартовский принцип Эпохе был воспроизведён Эдмундом Гуссерлем в феноменологии. Эдмунд Гуссерль провозглашает лозунг «Назад, к вещам», и прибегает к крайней скрупулёзности в создании новых, «адекватных» терминов для описания своего пути «назад» к вещам, «какими они есть».
Мартин Хайдеггер в XX веке расценивал творчество Фридриха Ницше как вершину западной метафизики, исчерпывающую все возможные метафизические мыслительные ходы и конструкции. Хайдеггер воспринял ницшевскую проблематику нигилизма, «Ничто», и разрабатывал эту проблематику в связи с существованием науки, техники, безусловно соотнося само существование техники и её «прогресс» с нигилизмом.
Ницшевское восприятие всеобщности нигилизма и отсутствия «позиции», внеположной нигилизму, Хайдеггер переосмыслил как проблему бытия языка. Действительно, любая «позиция» является таковой только в силу своей выраженности в языке, и, следовательно, отсутствие «что?» влечёт за собой поиски «как?». Метафизика по Хайдеггеру — это ответ на вопрос «что она есть?».
Мартин Хайдеггер полагал метафизику неизбежным спутником любой речевой деятельности. В частности, известную «волю к власти» Фридриха Ницше он характеризовал как «замену» одного сорта метафизики собственно метафизикой «воли к власти».
В то же время в XX веке были попытки построить т. н. постницшеанскую метафизику — Хавьер Субири (О сущности, 1962).
Представители аналитической философии в XX веке, в частности, Людвиг Витгенштейн, рассматривали метафизику как языковую игру, значения слов в которой не определены и определены быть не могут. И это означает, что метафизические вопросы представляют собой не вопросы без ответов, а попросту языковую путаницу, ответ на которую не имеет смысла. Ясность мира дана целиком и полностью, но она невыразима в слове и недоступна вопрошанию (мистицизм).
Постмодернисты XX века, наследуя Ницше и Хайдеггеру, объявляют войну метафизике в целом, полагая, что за проклятыми вопросами о первоначалах стоит первоначальное и метафизическое понятие целостного субъекта, который хочет «что-то понять» («метафизика присутствия»).
«На самом деле» нет ничего, кроме текстов, нет никакого «на самом деле» (снимается проблема истинности) и понимать тексты просто некому, поскольку в принципе отсутствует внеположная текстам инстанция, как понимающий целостный субъект. «Целостный субъект», «я» — не более и не менее, чем текст в ряду других текстов (или сам представляет собой этот ряд).
Деконструктивисты фактически переносят декартовское эпохе на уровень фразы, слова, буквы. Текстом является «всё». При этом, в духе Гегеля, это «всё» является тождественным «ничто».
Вопросы преодоления метафизики рассматриваются такими современными философами как Юрген Хабермас и Карл-Отто Апель.

## Критика метафизики
В 1920-е годы метафизика была подвергнута радикальной критике со стороны логического позитивизма. Составной частью этой критики была верификационная теория значения. В соответствии с ней, значение какого-либо утверждения должно сводиться к чувственным восприятиям; если для какого-то утверждения указать такие восприятия невозможно, то такое утверждение считается бессмысленным. В частности, бессмысленными должны считаться все утверждения о Боге, об универсалиях, о первых причинах, о независимо существующем физическом мире, поскольку они неверифицируемы. Задачей философии должно быть не установление логической структуры мира, как считала метафизика, а анализ смысла слов.
Противники логического позитивизма отвечали, что сведе́ние реальности к тому, что может быть воспринято чувствами, является неоправданным догматизмом. Чувствами не могут быть восприняты числа, акты мысли, понятия справедливости, равенства или округлости. Кроме того, если следовать верификационной теории значения, то сама эта теория должна быть признана бессмысленной, поскольку она не может быть верифицирована посредством чувственного восприятия. Рациональное (априорное) знание, с точки зрения представителей метафизики, не является всецело произвольным. Например, в утверждении, что всё, что имеет цвет, протяжённо, понятия соотносятся между собой таким образом, который мы не можем произвольно изменять.

## Классическая литература и литература Нового времени
- Аристотель. «Метафизика»
- Порфирий. Введение к «Категориям»
- Прокл Диадох. «Комментарий к Пармениду»
- Дамаский Диадох. «Комментарий к Пармениду»
- Ф. Суарес. Метафизические рассуждения. В 4 томах. — Том 1. Рассуждения 1-5. — М.: Институт философии, теологии и истории св. Фомы, 2007. — 776 с. — ISBN 978-5-94242-040-6.
- Рене Декарт. «Размышления о первой философии»
- Готфрид Вильгельм Лейбниц. «Монадология»
- Иммануил Кант. «Критика чистого разума»
- Георг Гегель. «Наука логики»
- Фридрих Ницше. «Воля к власти»

## Первоисточники новейшего времени
- Людвиг Витгенштейн. «Логико-философский трактат»
- Макс Шелер. «Положение человека в Космосе», «Философское мировоззрение» (сборник статей) // Избранные произведения — М., 1994.
- Эдмунд Гуссерль. «Картезианские размышления»
- Мартин Хайдеггер. «Кант и проблема метафизики».
- Мартин Хайдеггер. «Что такое метафизика?»
- Мартин Хайдеггер. «Преодоление метафизики»
- Хавьер Субири. «О сущности».
- Мишель Фуко. «Слова и вещи»
- Жак Деррида. «Письмо и различие».
- Юрий Мамлеев. «Судьбы Бытия».
- Натан Солодухо. «Философия небытия».